# Postulat de non saturation
En microéconomie, le postulat de non saturation est le fait de supposer que les agents économiques recherchent toujours plus que moins d'utilité.

## Caractéristiques
Ce postulat est basé sur l'idée que les agents économiques sont parfaitement rationnels.

## Spécificité
Il est possible d'utiliser ce postulat dans l'optique d'une recherche par l'agent de plus de mieux-être (recherche de satisfaction par l'acquisition de biens par exemple), mais aussi moins de maux (pour la recherche de la pureté de l'air par exemple).